# アルバロ・ゴンサレス
アルバロ・ラファエル・ゴンサレス・ルエンゴ（Álvaro Rafael González Luengo, 1984年10月29日 - ）は、ウルグアイ・モンテビデオ出身の同国代表サッカー選手。デフェンソール・スポルティング所属。ポジションはミッドフィールダー。

## 経歴
2003年、デフェンソール・スポルティングでデビューした。2007年までに122試合に出場して8得点した。2007年、アルゼンチンのボカ・ジュニアーズに移籍した。2009年夏、母国のナシオナル・モンテビデオに移籍した。2010-11シーズンよりセリエAのSSラツィオに所属。2017年2月2日、ナシオナルに2018年末までの契約で復帰することが発表された。
2006年5月23日のルーマニアとの親善試合で代表デビュー。コパ・アメリカ2011では初戦は欠場したものの以降のすべての試合に出場し、優勝に貢献した。2011年9月2日のウクライナとの親善試合で代表初得点を挙げた。

## 代表歴

### 出場大会
- ウルグアイ代表
  - 2014 FIFAワールドカップ

### 試合数
- 国際Aマッチ 72試合 3得点（2006年-2017年）[2]

| ウルグアイ代表 | 国際Aマッチ | 国際Aマッチ |
| 年             | 出場        | 得点        |
| -------------- | ----------- | ----------- |
| 2006           | 3           | 0           |
| 2007           | 3           | 0           |
| 2008           | 4           | 0           |
| 2009           | 1           | 0           |
| 2010           | 1           | 0           |
| 2011           | 10          | 1           |
| 2012           | 8           | 0           |
| 2013           | 11          | 1           |
| 2014           | 8           | 1           |
| 2015           | 11          | 0           |
| 2016           | 7           | 0           |
| 2017           | 5           | 0           |
| 通算           | 72          | 3           |

## タイトル

### クラブ
ボカ・ジュニアーズ
- レコパ・スダメリカーナ : 2008
- プリメーラ・ディビシオン : 2008アペルトゥーラ

ラツィオ
- コッパ・イタリア : 2012-13

### 代表
ウルグアイ
- コパ・アメリカ : 2011